# Medio Jaguaribe (tiểu vùng)
Medio Jaguaribe là một tiểu vùng thuộc bang Ceará, Brasil. Tiều vùng này có diện tích 4305 km², dân số năm 2007 là 61821 người.